# کرین (میزوری)
کرین (به انگلیسی: Crane) یک شهر در ایالات متحده آمریکا است که در شهرستان استون، میزوری واقع شده‌است. کرین ۳٫۹۴ کیلومتر مربع مساحت و ۱٬۴۶۲ نفر جمعیت دارد و ۳۵۰ متر بالاتر از سطح دریا واقع شده‌است.